# Шегианда
Шегианда, Sheguiandah — археологический памятник на северо-восточном побережье острова Манитулин, округ Манитулин, Онтарио. Это одно из наиболее ранних известных палеоиндейских поселений — датируется около 9500 лет назад. Поселение открыл в 1951 г. археолог Томас Ли, который предложил другой возраст — около 30 тыс. лет назад.
Чтобы убедиться в том, что его датировка верна, он обратился за советом к целому ряду геологов, которые на основании изучения пласта, в котором были найдены эти орудия, и имеющихся в наличии данных по истории Северной Америки эпохи ледникового периода установили, что возраст всех найденный орудий насчитывал, по крайней мере, 65 тыс. лет, а может быть, и гораздо больше — возможно, и до 125 тыс. лет. Тем не менее, несмотря на единодушное мнение геологов по поводу их датировки, эти находки представляли собой неразрешимую проблему для бытующего ныне взгляда на возраст существования человека в Северной Америке: попросту говоря, они были неприемлемы.
Позднее Питер Сторк, обратившись к помощи геологов, проанализировал работы Ли при раскопках и назвал иную дату, хотя и отметил, что она нуждается в дополнительном уточнении. Возможно, Сторк побоялся публично признать несоответствие возраста, определённого Ли, теории переселения человека в Америку.